# Gardone Riviera
Gardone Riviera is een gemeente in de Italiaanse provincie Brescia (regio Lombardije) en telt 2668 inwoners (31-12-2004). De oppervlakte bedraagt 20,6 km², de bevolkingsdichtheid is 125 inwoners per km².
De volgende frazioni maken deel uit van de gemeente: Fasano, San Michele, Morgnaga en Tresnico.

## Demografie
Gardone Riviera telt ongeveer 1324 huishoudens. Het aantal inwoners steeg in de periode 1991-2001 met 2,7% volgens cijfers uit de tienjaarlijkse volkstellingen van ISTAT.
| Jaar | Inwoneraantal |
| ---- | ------------- |
| 1991 | 2465          |
| 2001 | 2531          |

## Geografie
Gardone Riviera grenst aan de volgende gemeenten: Salò en Toscolano-Maderno.

## Galerij

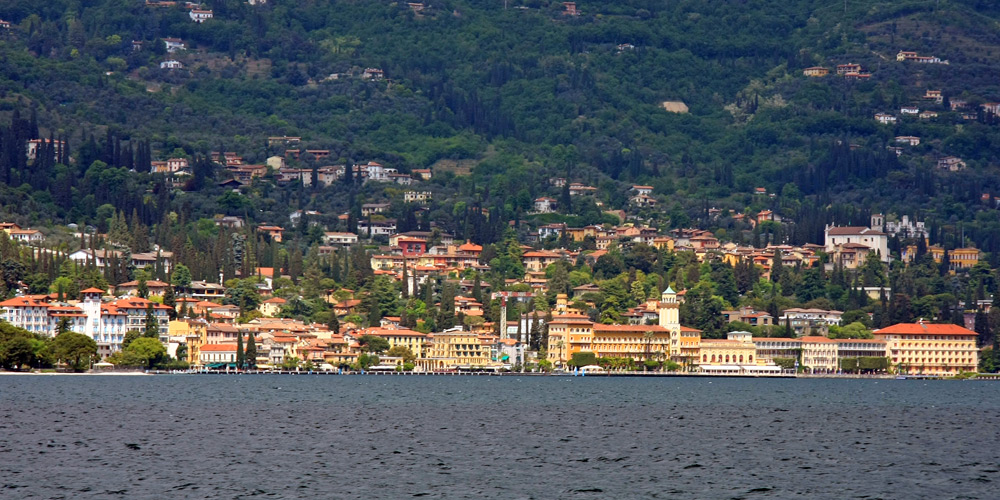
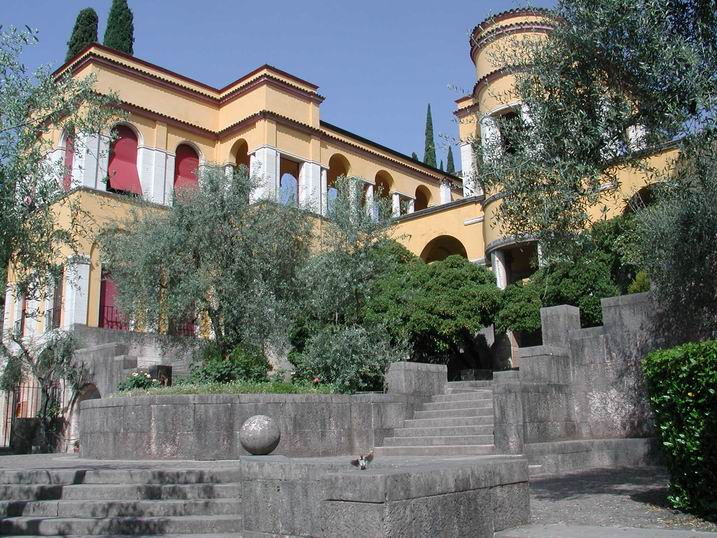
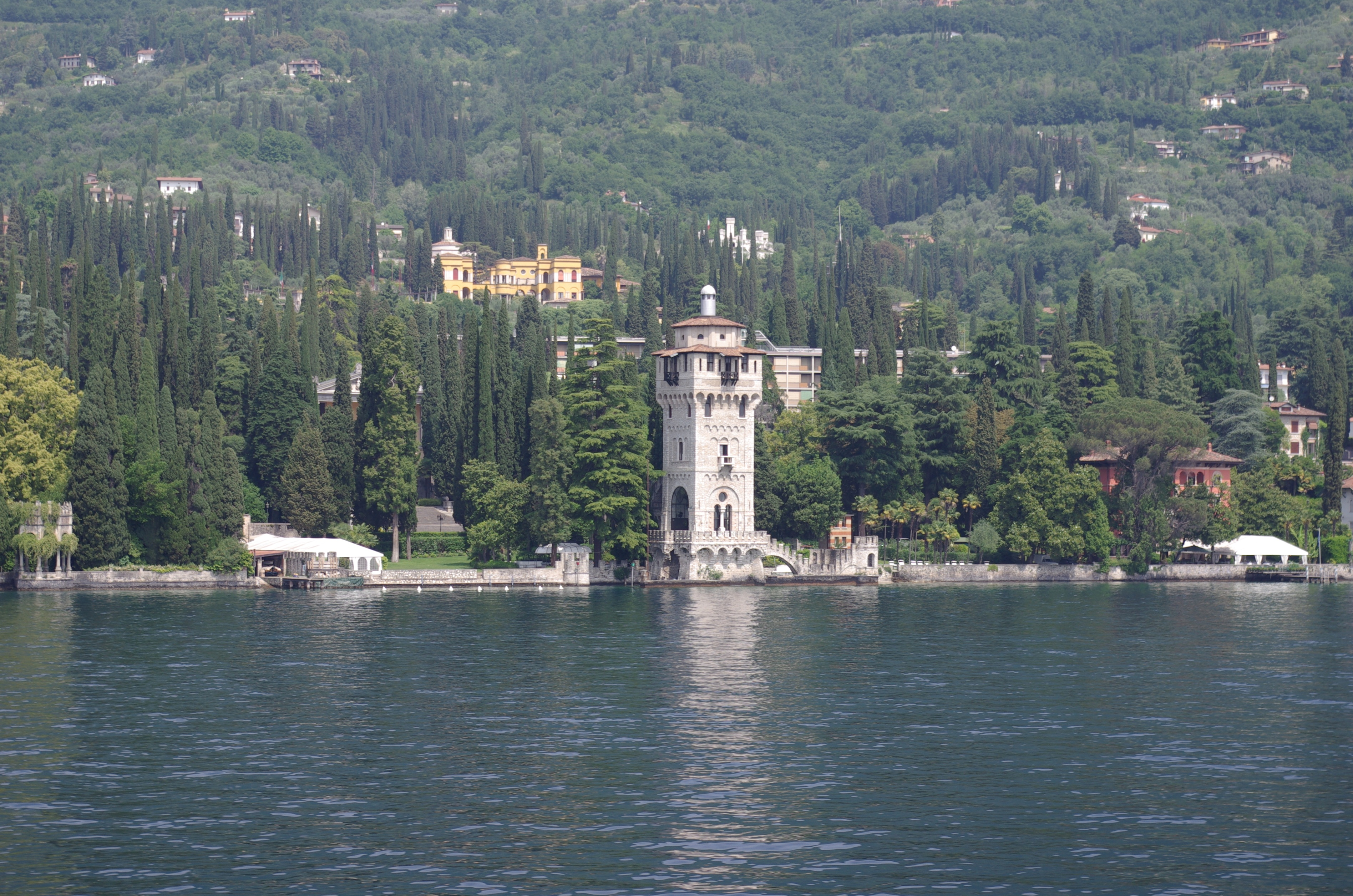
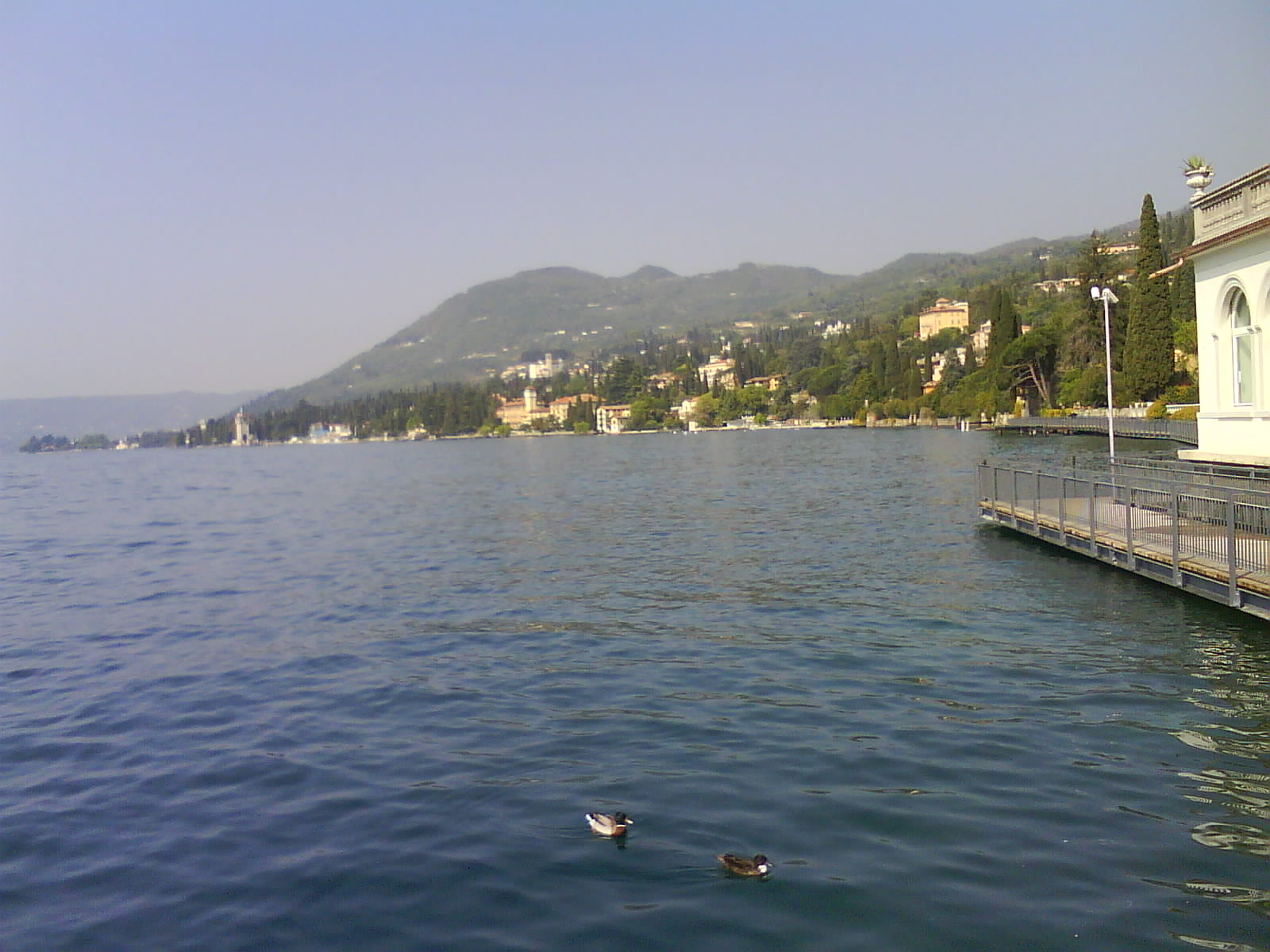
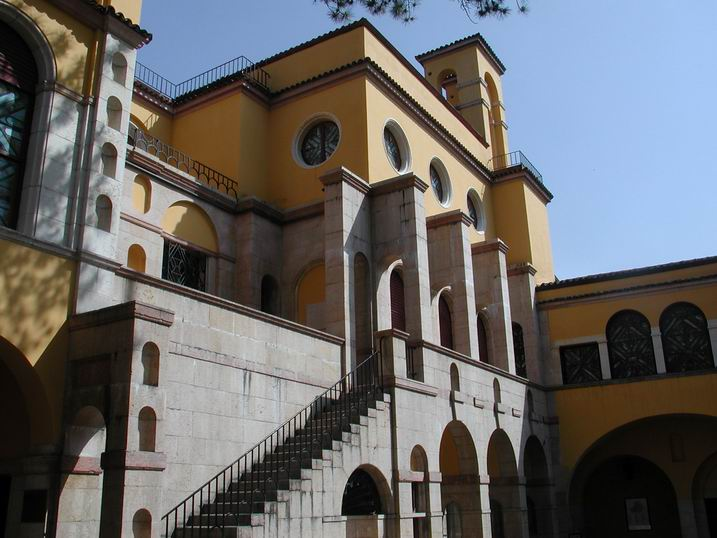